# William "Lady" Taylor

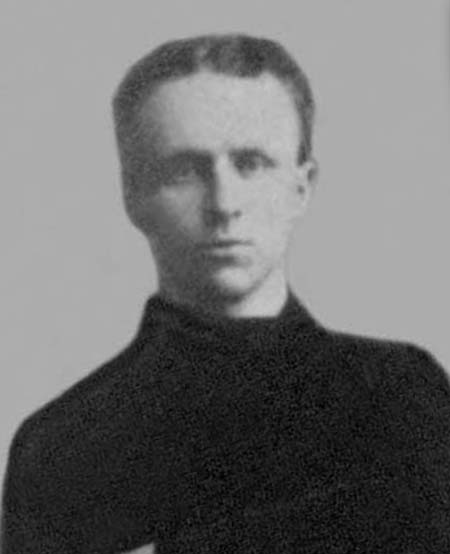
Taylor med Canadian Soo Algonquins.

William Charles "Lady" Taylor, född 15 maj 1880 i Paris i Ontario, död 24 april 1942 i Hamilton, var en kanadensisk professionell ishockeyspelare. Taylor spelade bland annat som center och rover för Canadian Soo Algonquins och Michigan Soo Indians i den första helprofessionella ishockeyligan International Professional Hockey League åren 1904–1907, där han var en av ligans bästa målgörare.
Säsongen 1906–07 ledde Taylor IPHL med 46 mål och 64 poäng på 24 matcher. Under IPHL:s treåriga historia gjorde endast Pittsburgh Professionals center Lorne Campbell fler mål än Taylor, med 108 mål mot Taylors 99, dock på 15 fler spelade matcher.
Efter det att IPHL lades ner efter säsongen 1906–07 spelade Taylor bland annat för Brantford Indians, St. Catharines Pros och Berlin Dutchmen i Ontario Professional Hockey League.

## Statistik
TPHL = Timiskaming Professional Hockey League, Fit-Ref = Fit-Reform Trophy, SPHL = Saskatchewan Professional Hockey League, EOPHL = Eastern Ontario Professional Hockey League, NOHL = New Ontario Hockey League
| 1904–05     | Canadian Soo Algonquins  | IPHL        | 24 | 35 | 0  | 35  | 21  | – | – | – | – | – |
| 1905–06     | Canadian Soo Algonquins  | IPHL        | 10 | 13 | 0  | 13  | 22  | – | – | – | – | – |
|             | Michigan Soo Indians     | IPHL        | 4  | 5  | 0  | 5   | 12  | – | – | – | – | – |
| 1906–07     | Canadian Soo Algonquins  | IPHL        | 24 | 46 | 18 | 64  | 50  | – | – | – | – | – |
|             | Cobalt Silver Kings      | TPHL        | 3  | 7  | 0  | 7   | 3   | – | – | – | – | – |
| 1907–08     | Portage Plains Cities    | Fit-Ref     | –  | –  | –  | –   | –   | 1 | 0 | 0 | 0 | 0 |
| 1908        | Brantford Indians        | OPHL        | 12 | 28 | 0  | 28  | 12  | – | – | – | – | – |
| 1908–09     | Pittsburgh Athletic Club | WPHL        | 2  | 1  | 0  | 1   | 0   | – | – | – | – | – |
|             | Regina Shamrocks         | SPHL        | 1  | 1  | 0  | 1   | 0   | – | – | – | – | – |
| 1909        | St. Catharines Pros      | OPHL        | 1  | 0  | 0  | 0   | 0   | – | – | – | – | – |
|             | Berlin Dutchmen          | OPHL        | 2  | 4  | 0  | 4   | 7   | – | – | – | – | – |
| 1909–10     |                          |             |    |    |    |     |     |   |   |   |   |   |
| 1910–11     | Port Arthur Athletics    | EOPHL       | 1  | 0  | 0  | 0   | 0   | – | – | – | – | – |
|             | Port Arthur Thunder Bays | NOHL        | 5  | 4  | 0  | 4   | 3   | – | – | – | – | – |
| IPHL totalt | IPHL totalt              | IPHL totalt | 62 | 99 | 18 | 117 | 105 | – | – | – | – | – |
| OPHL totalt | OPHL totalt              | OPHL totalt | 15 | 32 | 0  | 32  | 19  | – | – | – | – | – |

Statistik från Society for International Hockey Research på sihrhockey.org